# Standorf
Standorf ist eine Ortschaft in der Gemeinde Katsdorf im Bezirk Perg im Mühlviertel in Oberösterreich mit 253 Einwohnern (Stand 1. Jänner 2025).

## Geschichte
Das früheste Schriftzeugnis ist von 1230 und ist identisch mit der heutigen Schreibung. Der Name geht auf den slawischen Personennamen Stanъ zurück.

## Gewerbe
Ein Metallbaubetrieb, eine Bushaltestelle und drei landwirtschaftliche Betriebe.
Die Firma AUER Christoph hat die erste stromerzeugende Dachbahn der Welt verlegt.